# Lagoa Santa (ort)
Lagoa Santa är en ort i Brasilien.   Den ligger i kommunen Lagoa Santa och delstaten Minas Gerais, i den sydöstra delen av landet, 600 km sydost om huvudstaden Brasília. Lagoa Santa ligger 791 meter över havet och antalet invånare är 38 486. Den ligger vid sjön Lagoa Santa.
Terrängen runt Lagoa Santa är platt åt sydväst, men åt nordost är den kuperad. Runt Lagoa Santa är det tätbefolkat, med 257 invånare per kvadratkilometer.. Närmaste större samhälle är Santa Luzia, 16,3 km söder om Lagoa Santa.
Omgivningarna runt Lagoa Santa är huvudsakligen savann.